# Vitaliy Lukyanenko
Vitaliy Lukyanenko, né le 15 mai 1978 à Sumy, est un biathlète et fondeur handisport ukrainien.

## Palmarès

### Ski de fond
| Épreuve / Édition      | 1 km                             | 5 km (short)                     | 10 km (middle) - style libre     | 20 km (long)                     | Relais 1 × 3,75 km/ 4 km + 2 × 5 km | Relais open 4 × 2,5 km           |
| ---------------------- | -------------------------------- | -------------------------------- | -------------------------------- | -------------------------------- | ----------------------------------- | -------------------------------- |
| JO 2002 Salt Lake City |                                  | Bronze                           |                                  |                                  |                                     | Épreuve inexistante à cette date |
| JO 2006 Turin          | 6e                               | Épreuve inexistante à cette date | DNS                              | DNS                              | Bronze                              | Épreuve inexistante à cette date |
| JO 2010 Vancouver      | 7e                               | Épreuve inexistante à cette date | DNS                              | Épreuve inexistante à cette date | Argent                              | Épreuve inexistante à cette date |
| JO 2014 Sotchi         | Épreuve inexistante à cette date | Épreuve inexistante à cette date | Épreuve inexistante à cette date | Épreuve inexistante à cette date | Épreuve inexistante à cette date    | Argent                           |

### Biathlon
| Épreuve / Édition   | 3 km (poursuite)                 | 7,5 km (sprint)                  | 12,5 km | 15 km                            |
| ------------------- | -------------------------------- | -------------------------------- | ------- | -------------------------------- |
| JO 2006 Turin       | Épreuve inexistante à cette date | Argent                           | Or      | Épreuve inexistante à cette date |
| JO 2010 Vancouver   | Or                               | Épreuve inexistante à cette date | Bronze  | Épreuve inexistante à cette date |
| JO 2014 Sotchi      | Épreuve inexistante à cette date | Or                               | Or      | Bronze                           |
| JO 2018 Pyeongchang | Épreuve inexistante à cette date | Or                               | 4e      | Or                               |